# Synargis
Synargis es un género de mariposas de la familia Riodinidae.

## Descripción
La especie tipo es Papilio tytia Cramer, 1777, según designación posterior realizada por Scudder en 1875.

## Diversidad
Existen 23 especies reconocidas en el género, todas ellas tienen distribución neotropical.

## Plantas hospederas
Las especies del género Synargis se alimentan de plantas de las familias Euphorbiaceae, Malvaceae, Fabaceae, Polygonaceae, Dilleniaceae, Lecythidaceae, Adiantaceae, Bignoniaceae, Sapindaceae, Polygalaceae, Malpighiaceae, Turneraceae, Lythraceae, Chrysobalanaceae. Las plantas hospederas reportadas incluyen los géneros Ricinus, Theobroma, Acalypha, Cassia, Coccoloba, Doliocarpus, Gustavia, Doryopteris, Inga, Omphalea, Mansoa, Paullinia, Securidaca, Stigmaphyllon, Tetracera, Turnera, Davilla, Senna, Lagerstroemia, Licania.